# Mortuarium

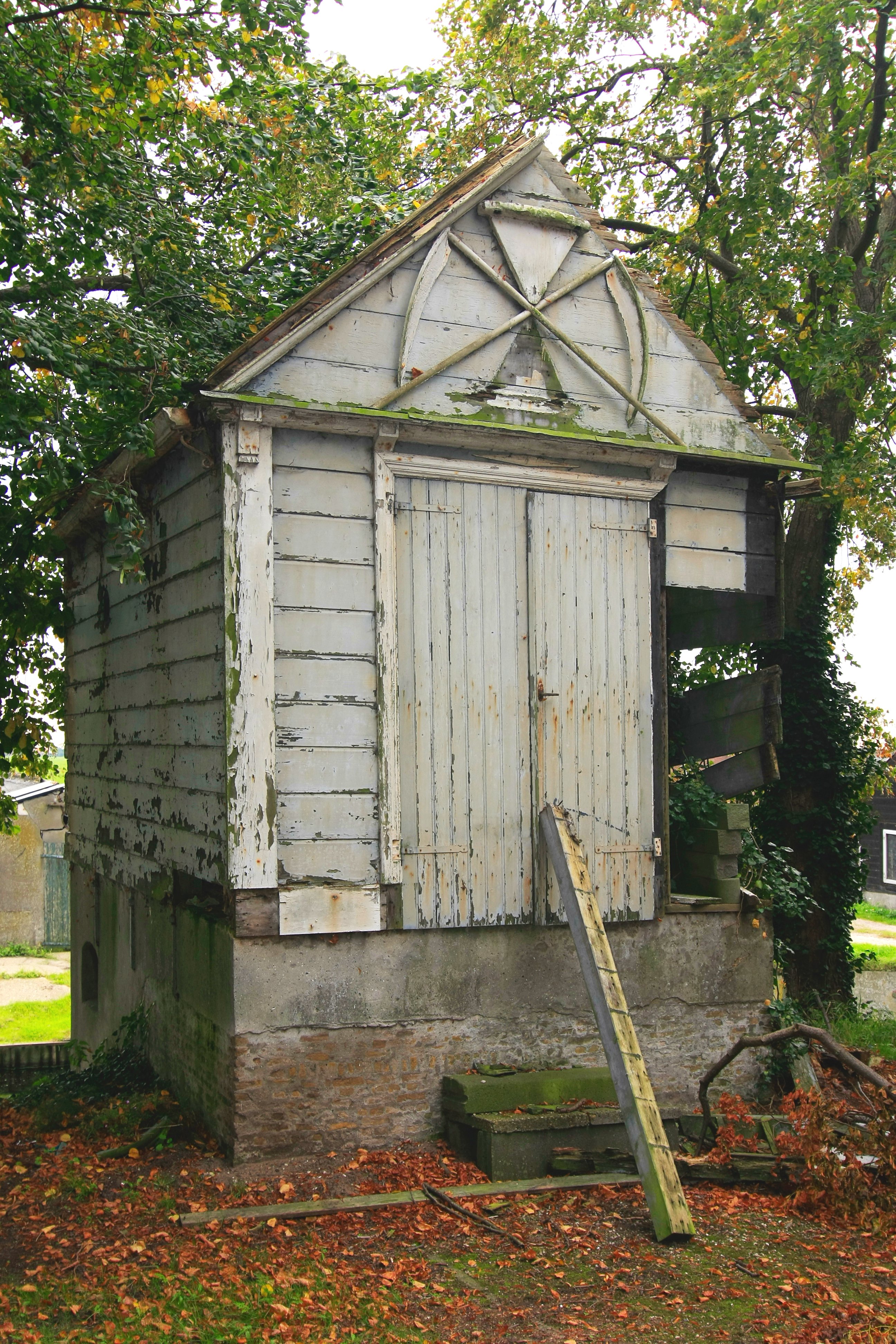
Houten baarhuis in Ouderkerk aan den IJssel, rijksmonument

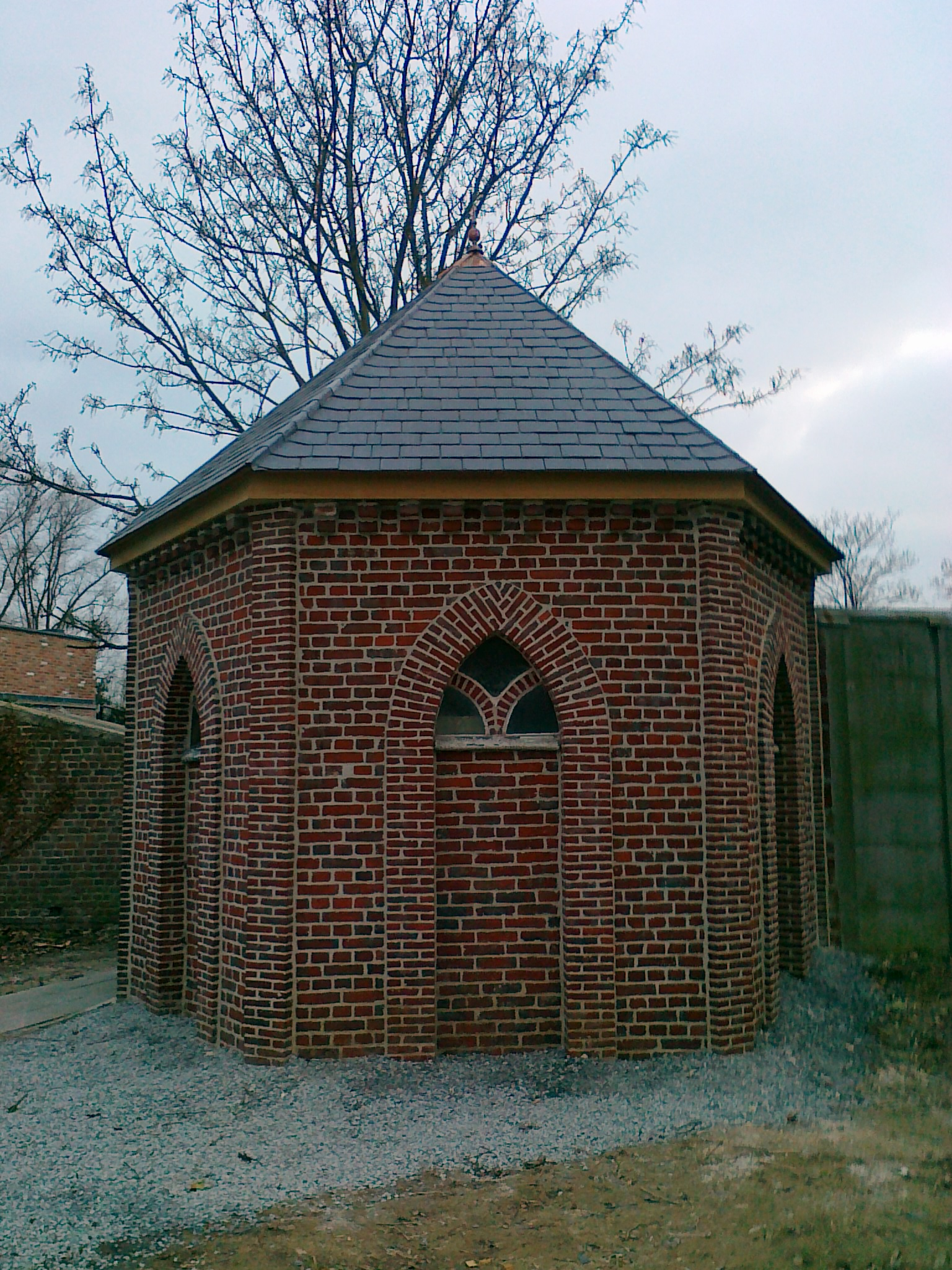
Lijkenhuisje in Bambrugge, gerestaureerd in 2012

Een mortuarium, funerarium of vroeger een lijkenhuis of baarhuis, is een plaats waar het lichaam van een overledene gedurende enkele dagen kan worden bewaard of opgebaard tot aan de begrafenis of crematie.

## Geschiedenis
Begraafplaatsen en kerkhoven hadden vaak een baarhuis, waar de overledenen werden opgebaard. Pas na 36 uur kon men met zekerheid zeggen dat de dood was ingetreden. Ook werden hier de lijkbaren opgeslagen. Hiernaast bestonden er lijkenhuisjes, voor overledenen die slachtoffer geworden waren van besmettelijke ziektes. Deze werden apart opgebaard om verdere besmetting te voorkomen.
Veel baarhuisjes werden later gebruikt als opslag voor tuingereedschap voor het onderhoud van de begraafplaats. Een aantal baarhuisjes is aangewezen als rijksmonument.
In de Nederlandse Wet op de Besmettelijke Ziekten van 1872 werd bepaald dat iedere begraafplaats een dergelijk baarhuis moest hebben.

## Heden
Ziekenhuizen zijn altijd uitgerust met een mortuarium; verpleeghuizen hebben ook een vertrek dat hiervoor is ingericht. Mortuaria in ziekenhuizen hebben een opbaarruimte, waar nabestaanden kunnen worden opgevangen en afscheid kunnen nemen van een overledene. Verder is er een sectiekamer; een ruimte waar onderzoek aan de overledene kan worden gedaan, bijvoorbeeld door de gemeentelijk lijkschouwer en incidenteel ook door een patholoog. Ten slotte is er een koelruimte, waar het stoffelijk overschot tijdelijk kan worden bewaard. Door het koelen wordt het ontbindingsproces vertraagd, wat van belang is voor eventuele obductie, donatie of opbaring.
In de zorginstellingen is het over het algemeen de bedoeling om een overledene binnen drie uur na diens overlijden te koelen, uiteraard pas nadat de arts de lijkschouw heeft gedaan.

## Zie ook

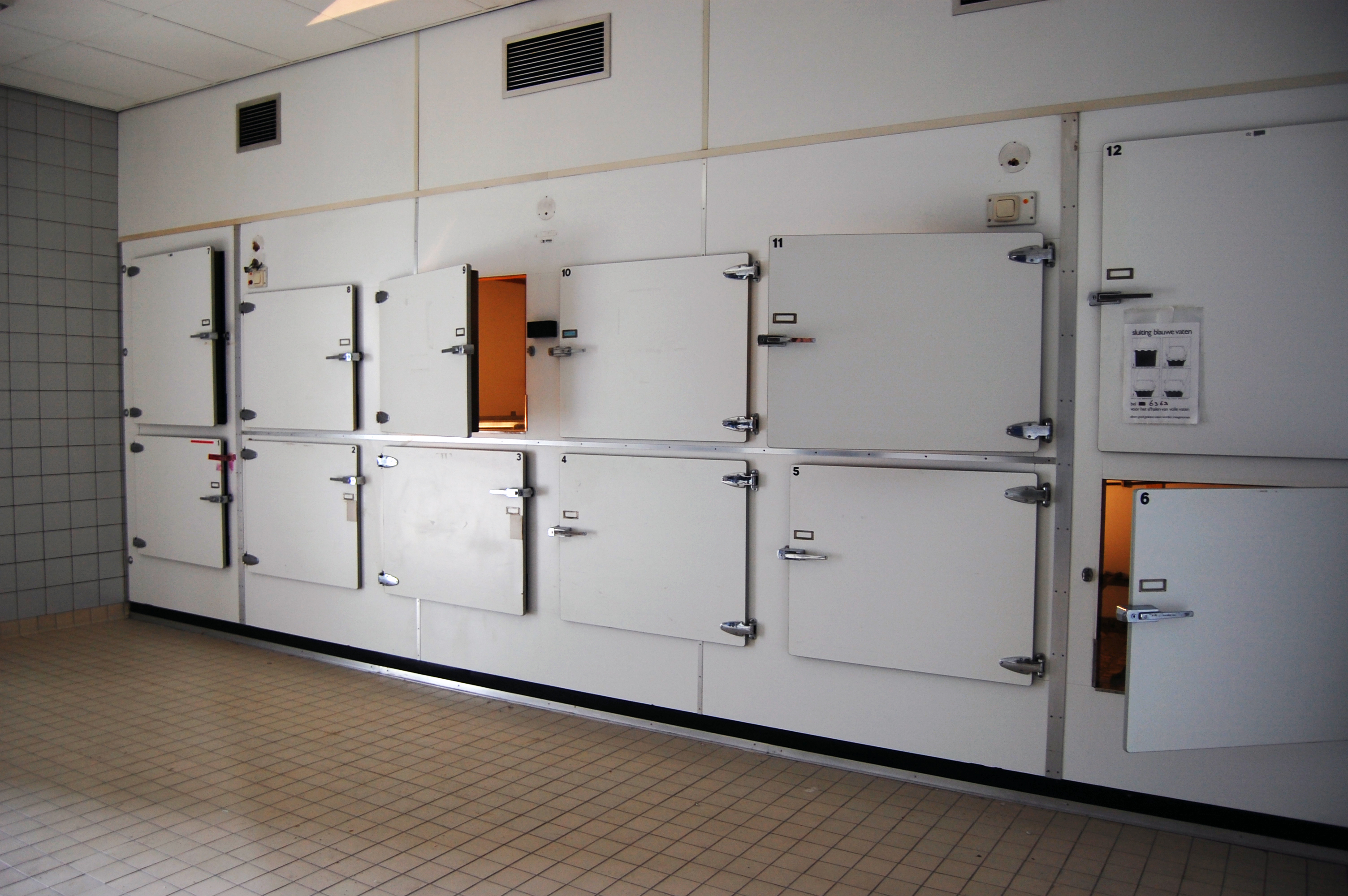
Koelcellen in een mortuarium
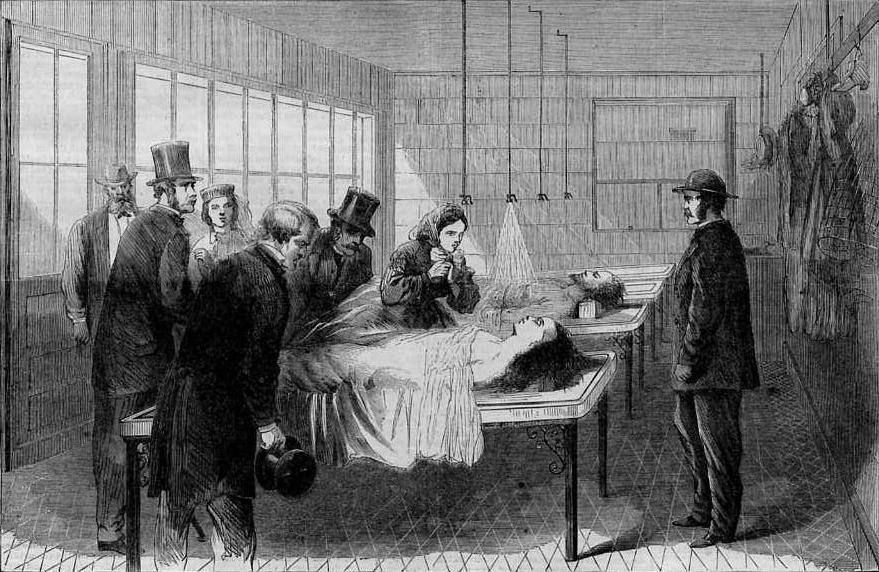
Het mortuarium van New York in 1866